# Llengua i República
Llengua i República és una associació que té per objectiu organitzar i canalitzar els esforços per difondre entre la població una nova consciència sociolingüística i una conducta de lleialtat envers la llengua catalana. L'associació va ser impulsada pel Grup Koiné, després que aquest fes públic un manifest titulat: Per un veritable procés de normalització lingüística a la Catalunya independent. L'actual president de l'associació és Joaquim Arenas i Sampera.